# Mount Vancouver
Mount Vancouver – szczyt w Alpach Południowych, w Nowej Zelandii. Znajduje się na granicy regionów Canterbury i West Coast. Wznosi się na wysokość 3309 m n.p.m. Położony jest nieco ponad kilometr na północ od Góry Cooka.